# Танет
Остров Танет (на английски: Isle of Thanet) е най-източната точка на графство Кент, Англия. В миналото той е разделян от сушата от широката над 600 м река Уонтсъм, но днес вече не е остров.
Археологически проучвания показват, че тук са живели древни народи. Днес е туристическа дестинация, а населението му се занимава със земеделие. Наблизо се намира Рамсгейтското пристанище.